# Dak'Art 2014
Dak'Art 2014 è la undicesima edizione d'arte della Biennale di Dakar, consacrata all'arte contemporanea africana e organizzata a Dakar in Senegal nel 2014 con un gruppo di curatori composto da Elise Atangana, Abdelkader Damani e Smooth Ugochukwu Nzewi.

## Storia
L'undicesima edizione della Biennale di Dakar è organizzata da Elise Atangana, Abdelkader Damani e Smooth Ugochukwu Nzewi.

## Partecipanti

### Esposizione internazionale
- John Akomfrah
- Rashid Ali & Andrew Cross
- Sidney Amaral
- Olu Amoda
- Joël Andrianomearisoa
- Kader Attia
- Fayçal Baghriche
- Radcliffe Bailey
- Meriem Bouderbala
- Halida Boughriet
- Bourouissa & Selmani
- Candice Breitz
- Nidhal Chamekh
- Gopal Dagnogo
- Jonathas de Andrade
- Jean-Ulrick Désert
- Sidy Diallo
- Amary Sobel Diop
- Victor Ekpuk
- Andrew Esiebo
- Ali Essafi
- Ismaïla Fatty
- Olivier Fokoua
- Justine Gaga
- Houda Ghorbel
- Milumbe Haimbe
- Sam Hopkins
- Kiluanji Kia Henda
- Tam Joseph
- Samson Kambalu
- Kira Kemper
- Edmon Khalil
- Marcia Kure
- Mehdi-Georges Lahlou
- Simone Leigh & Chitra Ganesh
- Nomusa Makhubu
- Ato Malinda
- Julie Mehretu
- Amina Menia
- Naziha Mestaoui
- Baudouin Mouanda
- Jean Katambayi Mukendi
- Wangechi Mutu
- Assane Ndoye
- Mimi Cherono Ng’ok
- Chike Obeagu
- Emeka Ogboh
- Driss Ouadahi
- Bouchra Ouizguen
- Io Palmer
- Éric Pina
- Slimane Raïs
- Jimmy Robert
- Faten Rouissi
- Massinissa Selmani
- Wael Shawky
- Mohamed Shoukry
- Arlene Wandera
- Ezra Wube
- Kamel Yahiaoui
- Mahi Binebine

### Omaggio
- Mamadou Diakhaté
- Moustapha Dimé
- Mbaye Diop

### Artisti invitati
- Ulrike Arnold
- Fatou Kiné Aw
- Tammam Azzam
- Fatma Benkirane
- Joseph Bertiers
- Zach Blas
- Barkinado Bocoum
- Shu Lea Cheang

### Saggi
- Chiara Pattaro, La Biennale di Dakar:” Dak’Art 2014”, un caso di studio, Tesi di laurea, Università Ca' Foscari Venezia, 2017.

### Articoli e recensioni
- Ugochukwu-Smooth C. Nzewi, Producing the Common, Dak’Art 2014: Ugochukwu-Smooth C. Nzewi in Conversation with Beth Hinderliter in "Nka" No. 36 (May 2015): 88-93.
- C& talks with Ugochukwu-Smooth C. Nzewi, curator of Dak'Art 2014, "Dak'art 2014[collegamento interrotto] in ContemporaryAnd. May 2014.
- M Serubiri, Trouble in the Village: A Review of Dak'Art 2014 in "Africa Is a Country", 2014.